# TSV Alemannia Aachen
TSV Alemannia Aachen, tysk fotbollsklubb från Aachen. Den utgör fotbollssektionen av Alemannia Aachen.

## Historik
Alemannia hade sina största framgångar på 1950- och 1960-talen. Man nådde cupfinaler (1953, 1965) och lyckades under ett av sina tre år i Bundesliga att ta en överraskande andraplats (1967). 2004 nådde Alemannia på nytt final i DFB-Pokal men förlorade mot Werder Bremen. Då Bremen som mästare redan var kvalificerade för spel i Europa fick Alemannia plats i Uefacupen. Alemannia nådde tredje omgången. Senare blev laget mer stabilt och kunde efter en stark säsong 2005/2006 i 2. Bundesliga ta sig upp i Bundesliga. Redan ett år senare flyttades laget ner igen.

## Kända spelare
- Jupp Kapellmann
- Jupp Derwall
- Willi Landgraf
- Reinhold Münzenberg
- Erik Meijer
- Branko Zebec
- Torsten Frings
- Jan Schlaudraff
- Lewis Holtby